# Цыгано-сербский язык
Цы́гано-се́рбский язы́к — языковое образование, включающее элементы сербского в соединении с цыганским, распространённое на части территории Сербии — в основном в общине Сремска-Митровица в Воеводине. Цыгано-сербский язык является парацыганским вариантом цыганского языка.

## Публикации
В октябре 2005 года был издан первый словарь цыгано-сербского языка в Сербии, опубликованный лингвистом Райко Джуричем, под названием Gramatika e Rromane čhibaki — Граматика ромског језика.